# Ascidiogyne
Ascidiogyne es un género de plantas perteneciente a la familia Asteraceae. Comprende 2 especies descritas y  aceptadas.

## Taxonomía
El género fue descrito por José Cuatrecasas Arumí y publicado en Annals of the Missouri Botanical Garden 52: 310. 1965.

## Especiesaceptadas
A continuación se brinda un listado de las especies del género Ascidiogyne aceptadas hasta junio de 2012, ordenadas alfabéticamente. Para cada una se indica el nombre binomial seguido del autor, abreviado según las convenciones y usos.
- Ascidiogyne sanchezvegae Cabrera
- Ascidiogyne wurdackii Cuatrec.